# Bruce Keller
Bruce Keller (* 10. Juli 1960 in Wilkie, Saskatchewan) ist ein ehemaliger deutsch-kanadischer Eishockeyspieler und derzeitiger -trainer. Der Stürmer war unter anderem für den BSC Preussen, EC in Hannover und ESC Wedemark in der zweithöchsten deutschen Spielklasse aktiv. Als Trainer betreute er unter anderem den ECD Sauerland und EC in Hannover in der 2. Bundesliga.

## Karriere
Bruce Keller begann seine Karriere bei den Battleford Barons in der Saskatchewan Junior Hockey League (SJHL) und spielte von 1983 bis 1985 für die University of Saskatchewan Huskies. Während der Saison 1983/84 lief er vier Mal für die kanadische Nationalmannschaft auf und erzielte dabei zwei Tore.
Im Jahre 1985 wechselte Keller nach Deutschland und spielte zunächst für den BSC Preussen in der 2. Bundesliga Nord. Nach nur sieben Spielen wechselte er zum Oberligisten EC in Hannover, mit dem er in der Saison 1987/88 in die 2. Bundesliga Nord aufstieg. Ab 1992 spielte der Angreifer für den Oberligisten ESC Wedemark und gewann zwei Jahre später mit seiner Mannschaft die Meisterschaft der Oberliga Nord. Während der Saison 1994/95 wechselte Keller zum Hamburger SV in die drittklassige 2. Liga Nord. 1996 beendete er dort seine Spielerkarriere.

### Trainerlaufbahn
Seine ersten Versuche als Trainer unternahm Bruce Keller bereits während seiner Spielerkarriere. So coachte er ab 1989 den EC in Hannover. Am 14. November 1991 wurde er vom ECD Sauerland verpflichtet. Nach einem Konflikt mit Kapitän Mark Taylor trat er allerdings bereits im Februar 1992 wieder zurück.
In der Saison 1998/99 trainierte Keller den Regionalligisten Hannover Indians, den Nachfolgeklub des EC in Hannover, und führte seine Mannschaft zum Aufstieg in die Oberliga. Anschließend trainierte Keller zwei Jahre lang die Frauenmannschaft der Indians in der Bundesliga. Nach einer mehrjährigen Unterbrechung folgten ab 2009 Trainerjobs bei den SC Langenhagen Jets in der Regionalliga Nord und den Hannover Braves in der Oberliga Nord. Von 2011 bis 2013 trainierte der Deutsch-Kanadier den Herforder EV in der Oberliga West. Zwischen 2017 und 2019 stand er bei der Frauenmannschaft der Hannover Lady Scorpions bzw. Hannover Lady Indians in der Bundesliga hinter der Bande.

## Erfolge und Auszeichnungen
- 1988 Aufstieg in die 2. Bundesliga mit dem EC in Hannover
- 1994 Meister der Oberliga Nord mit dem ESC Wedemark
- 1999 Aufstieg in die Oberliga mit den Hannover Indians

## Karrierestatistik
(Legende zur Spielerstatistik: Sp oder GP = absolvierte Spiele; T oder G = erzielte Tore; V oder A = erzielte Assists; Pkt oder Pts = erzielte Scorerpunkte; SM oder PIM = erhaltene Strafminuten; +/− = Plus/Minus-Bilanz; PP = erzielte Überzahltore; SH = erzielte Unterzahltore; GW = erzielte Siegtore; 1 Play-downs/Relegation; Kursiv: Statistik nicht vollständig)

## Familie
Bruce Keller ist der Vater der ehemaligen Eishockeyspieler Jeffrey Keller, Marc Keller und Maurice Keller, die alle während ihrer Laufbahnen in unterschiedlichen Mannschaften von ihrem Vater trainiert wurden. Gemeinsam sind sie beim Floorball-Verein Hannover Mustangs aktiv.